# Hurissalo
Hurissalo est une île du lac Saimaa dans les municipalités de Puumala et Mikkeli en Finlande.
L'île abrite un village éponyme,.

## Géographie
Hurissalo mesure 20 kilomètres de long dans la direction nord-sud et 15 kilomètres de large dans le sens est-ouest de Kangaskylä à Jänniemi. 
Avec une superficie de 174 kilomètres carrés, soit 17 400 hectares elle est la troisième île lacustre de Finlande.
Le paysage de l'île est une alternance de hautes montagnes et de vallées. 
Certaines vallées s'enfoncent sous la surface du lac Saimaa, permettant à l'eau de pénétrer à l'intérieur de l'île. 
De longues et étroites baies ressemblant à des fjords découpent le rivage et morcelant l'île. 
À l'extrémité sud de l'ile se trouve Puskinsalo, qui est une péninsule de 13 kilomètres carrés qui mesure 7,0 kilomètres de long et 3,0 kilomètres de large,. 
La plus haute colline de l'île, Tikirasinmäki, culmine à 178 mètres d'altitude., soit 102 mètres au-dessus de la surface du lac Saimaa.
Les autres hautes collines sont Riutanmäki (168 m), Koppelmäki (160 m), Haukkovuori (158 m) et Holperinmäki (158 m).
Tollonvuori (143 m) est située à Puskinsalo, et sa paroi rocheuse de plus de 30 mètres attire les grimpeurs. 
Il y a aussi un marmite du diable. 
Hurissalo abrite une petite centaine de lacs ou étangs. 
Parmi les plus grands lacs, Lapinjärvi et Valkiajärvi sont situés à Hurissalo à la frontière de Puumala et Mikkeli. Les lacs Asumajärvi, Yläjärvi et Särkjärvi sont situés à Hauhala. 
Le lac Likojärvi a 23 mètres de profondeur. 
D'autres lacs ont été sondés et des cartes de profondeur ont été publiées. 
Les lacs sondés sont Vääräjärvi (21 m de profondeur), Särkjärvi (18,5 m), Yläjärvi (16 m), Lapinjärvi (16 m) et Valkiajärvi (10,5 m). La surface de l'eau de l'étang Hiirilampi est située à une altitude de 120,5 mètres à Maljala,.

## Municipalités
La partie principale de l'île est dans l'est de la municipalité de Puumala. 
Avant les fusions municipales, la partie nord-ouest de l'île appartenait à la municipalité d'Anttola, qui fait maintenant partie de la ville de Mikkeli. 
Le village de Hurissalo à Puumala compte plus de 200 familles et environ 300 habitants, et il y a près de 800 maisons d'été,.

## Transports
La route principale 62 traverse Väätämönsalmi au coin nord-ouest de Hurissalo derrière Hauhala. 
La route traverse l'île jusqu'au village d'Hurissalo, où elle tourne au nord-est en direction de Puumala. 
La route de liaison 4323 relie l'île de Hurissalo à Ristiina traversant Puskinsalo à l'ouest entre les lacs Louhivesi et Yövesi. 
Une route plus petite part de Hauhala vers le nord et après une courte traversée du Kuparonvirta en bac, la route continue vers le nord en direction de Juva,.